# Nont Muangngam
Nont Muangngam (tiếng Thái: นนท์ ม่วงงาม, sinh ngày 20 tháng 4 năm 1997), còn được biết với tên đơn giản Non (tiếng Thái: นนท์),là một cầu thủ bóng đá người Thái Lan thi đấu ở vị trí thủ môn cho câu lạc bộ Giải bóng đá Ngoại hạng Thái Lan Police Tero.

## Sự nghiệp quốc tế
Vào tháng 8 năm 2017, anh đoạt chức vô địch Bóng đá tại Đại hội Thể thao Đông Nam Á 2017 cùng với U-23 Thái Lan.

## Danh hiệu

### Quốc tế
U-23 Thái Lan
- Sea Games  Huy chương Vàng (1); 2017

### Câu lạc bộ
Chiangrai United
- Cúp Hiệp hội Bóng đá Thái Lan (1): 2017